# Triumph Spitfire
La Spitfire è una spider prodotta dalla Triumph Motor Company tra il 1962 ed il 1980.

## La genesi
All'inizio degli anni sessanta alla Triumph avevano in mente di produrre un nuovo modello in grado di arginare il crescente successo delle Austin-Healey Sprite e della MG Midget. Non ci furono dubbi sulla motorizzazione e il telaio (rigorosamente separato dalla carrozzeria), entrambi derivati da quelli della piccola Herald, ma la linea stava creando parecchi grattacapi. Il centro stile della Casa Inglese non riusciva a definire un'autovettura stilisticamente accettabile.
Dopo il successo della Herald disegnata quasi per caso e in un batter d'occhio da Giovanni Michelotti, alla Triumph decisero di rivolgersi ancora allo stilista torinese per definire la nuova spider.
Michelotti fece un capolavoro e il prototipo presentato nel 1961 all'Earls Court di Londra riscosse consensi unanimi.
Dal punto di vista tecnico la vettura era piuttosto tradizionale, con telaio scatolato al quale veniva fissata la carrozzeria, le sospensioni erano a 4 ruote indipendenti, con triangoli sovrapposti davanti e a bracci oscillanti dietro, il cambio manuale a 4 rapporti e i freni anteriori a disco. Il motore era il noto 4 cilindri in linea con albero a camme laterale di 1147cm³ di derivazione Herald. Grazie all'alimentazione a 2 carburatori SU, la potenza massima cresceva a 63cv.
Per la nuova spider, la cui produzione iniziò solo nel 1962, venne scelto il nome Spitfire, in onore dei caccia Supermarine Spitfire in dotazione alla Royal Air Force, che, dalla battaglia d'Inghilterra, si opposero efficacemente contro la tedesca Luftwaffe scongiurando l'invasione nazista.
Nonostante la disponibilità tra gli optional dell'overdrive, dell'Hard Top e delle ruote a raggi, le finiture erano molto spartane: il pavimento era rivestito in gomma, la serratura era presente solo sulla porta lato guida ed il riscaldamento era optional. Solo la strumentazione, centrale e arricchita anche dal contagiri, era soddisfacente.
Le vendite, in ogni caso, partirono molto bene.

## La Spitfire Mk2
Nel 1965 vennero apportate le prime modifiche alla precedente MkI (Mark I). Nuova mascherina con griglia modificata con doghe orizzontali, nuove maniglie porta con serratura su entrambi i lati, pavimento rivestito in moquette e sedili più imbottiti. 
Il motore, grazie ad un nuovo albero a camme e all'impianto di scarico modificato guadagnò 4cv (per un totale di 67cv).

## La Spitfire Mk3
Modifiche più consistenti segnarono, nel 1967, il passaggio dalla Mk2 alla Mk3. Il frontale venne parzialmente ridisegnato, con paraurti diverso e più alto, nuova mascherina (nera opaca dal 1969). All'interno i cambiamenti riguardarono soprattutto la plancia (strumentazione incorniciata da un pannello in legno e parti prima con lamiera a vista rivestite in vinile).
non venne trascurata neppure la meccanica: il motore ricevette una nuova testata, valvole maggiorate ed un incremento di cilindrata a 1296 cm³ (75cv).
La capote per la prima volta ha un telaio che consente quando la si apre, di ripiegarsi interamente dietro ai sedili e la parte posteriore in plastica trasparente è dotata di una cerniera, che dà la possibilità di poterla aprire agevolando un buon ricambio d'aria quando fa caldo.
Dagli ultimi mesi del 1969 al dicembre del 1970, con numeri di telaio che vanno da FD75000, cambiano la forma delle scritte sul cofano, sul coperchio baule posteriore e se ne aggiungono lateralmente sui parafanghi posteriori. Sulle versioni italiane, sebbene continuasse l'intervento dell'azienda Ducati sull'impianto elettrico, scompare la scritta "Meccanica Ducati" ed anche la luce targa ha inserita la luce per la retromarcia, uguale alla versione americana. Cambia anche il volante da 15" in plastica a tre razze, uguale a quello in seguito montato sulla "Mk4" ad eccezione del logo centrale del clacson. L'insieme di queste modifiche rende la vettura più elegante, ma anche più rara grazie ai minori esemplari prodotti.

## La Mk IV

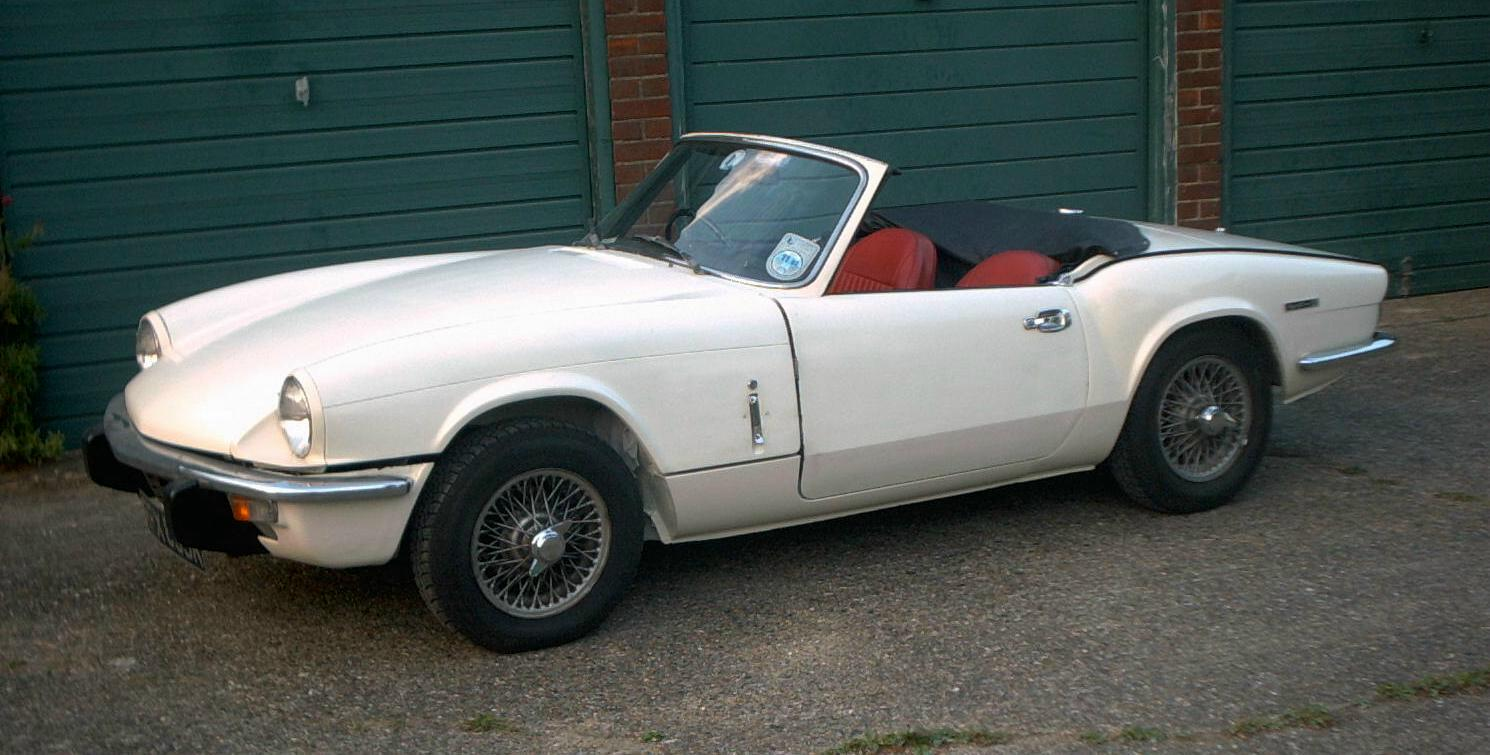
Spitfire Mk4

Nel 1970 venne presentata la Mk IV. I cambiamenti furono notevoli: la coda venne completamente ridisegnata (da Michelotti) e resa più squadrata, i parafanghi anteriori (ora privi di creste cromate) divennero più larghi, mentre la mascherina (in plastica nera) incorporava un piccolo spoiler. Anche il cofano (privo della precedente nervatura centrale), le cornici dei fari anteriori (in tinta anziché cromate), le maniglie porta (incassate) e le cornici dei finestrini (ora nere opache) furono oggetto di modifiche. All'interno cambiarono la strumentazione (ora divisa in due parti, una davanti al guidatore, l'altra centrale), i sedili ed il volante. Il propulsore, sempre di 1296 cm³ venne depotenziato a 63 cv, in un'ottica di razionalizzazione della produzione, che prevedeva l'unificazione di molti componenti con le versioni destinate al mercato nordamericano, dove le normative antinquinamento erano più restrittive rispetto a quello europeo.
Va comunque segnalato che a partire dai modelli mk IV, la potenza è stata rilevata secondo le normative DIN, più restrittive delle precedenti. La differenza di potenza tra i propulsori della mk III e della mk IV, seppur significativa, non è così evidente come la mera aritmetica potrebbe far intendere.
Piuttosto, la perdita di prestazioni è da imputare dall'incremento ponderale tra le due versioni.
A conferma di ciò è sufficiente constatare che le spitfire 1500 (71 cv DIN) sono più veloci delle mk III (75 cv secondo la vecchia normativa inglese più elastica).
Vennero inoltre introdotte altre novità riguardanti la sospensione posteriore, modificata, con l'adozione di un perno centrale Swing Spring, per migliorare il comportamento stradale e limitare l'escursione del camber alle ruote posteriori.

## La Spitfire 1500

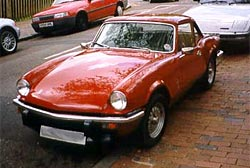
Spitfire 1500

Nel 1974, per compensare la potenza persa con l'introduzione della Mk IV, la cilindrata venne incrementata da 1296 a 1493 cm³, e la potenza tornò a 70cv sulla versione per l'Europa, mentre scese ulteriormente a soli 55cv nella variante USA (dove, per rispettare la severa normativa antinquinamento, venne adottata l'alimentazione a carburatore singolo) e venne ridotto il rapporto di compressione. 
Le uniche altre modifiche riguardarono la verniciatura in nero opaco della cornice della coda e dei profili sui parafanghi posteriori e l'adozione, di serie, di poggiatesta. Nel 1976 subì una leggera modifica esterna, con la scritta spitfire 1500 stampata direttamente sui due cofani in sostituzione delle piccole targhette, nuove colorazioni alla carrozzeria erano disponibili e il motore beneficiò, nella versione europea, di un leggero incremento di potenza di due cv portandosi a 72 cv.
La produzione terminò nel 1980.

## Produzione
Delle cinque versioni della Spitfire ne furono prodotte le seguenti unità:
| Nome Modello               | Motore                       | Anno                 | Numero unità prodotte |
| -------------------------- | ---------------------------- | -------------------- | --------------------- |
| Triumph Spitfire 4 Mark I  | 1147 cm³ in linea 4 cilindri | Ott. 1962–Dic. 1964  | 45.753                |
| Triumph Spitfire 4 Mark II | 1147 cm³ in linea 4 cilindri | Dic. 1964–Gen. 1967  | 37.409                |
| Triumph Spitfire Mark III  | 1296 cm³ in linea 4 cilindri | Gen. 1967– Dic. 1970 | 65.320                |
| Triumph Spitfire Mark IV   | 1296 cm³ in linea 4 cilindri | Nov. 1970–Dic. 1974  | 70.021                |
| Triumph Spitfire 1500      | 1493 cm³ in linea 4 cilindri | Dic. 1974–Ago. 1980  | 95.829                |